# SIAI-マルケッティ
SIAI-マルケッティ (SIAI-Marchetti) は、過去に存在したイタリアの企業。SIAIは、Società Italiana Aeroplani Idrovolanti（水上機と航空機のイタリア企業）の略。
改称前のサヴォイア・マルケッティ (Savoia-Marchetti) が有名。

## 歴史
- 1915年 - SIAI(Società Idrovolanti Alta Italia)として設立。
- 1920年 - サヴォイア航空機製造株式会社 (Società Anonima Costruzioni Aeronautiche Savoia) を吸収して、SIAI-サヴォイア (SIAI-Savoia) となる。
- 1922年 - コーリ出身の技師アレッサンドロ・マルケッティが参加。
- 1937年 - 同名他社との混同を避け、マルケッティの名を附して、サヴォイア・マルケッティ (Savoia-Marchetti) とした。
- 1944年 - SIAI-マルケッティと改称。
- 1983年 - 大株主であったアグスタに吸収される。
- 1997年 - アエルマッキ（現在はアレーニア・アエルマッキ）の一部門となった。

## 主な製品

### SIAI時代
- S.8
- S.9
- S.12
- S.13
- S.16
- S.19
- S.21
- S.22
- S.23

### サヴォイア・マルケッティ時代
- S.50
- S.51
- S.52
- S.53
- S.55
- S.56
- S.57
- S.58
- S.59
- S.62
- S.63
- S.64
- S.65
- S.66
- S.67
- S.71
- S.72
- S.M.73
- S.74
- S.M.75
- S.M.76
- S.M.77
- S.78
- S.M.79
- S.80
- S.M.81
- S.M.82
- S.M.83
- S.84
- S.M.84
- S.M.85
- S.M.86
- S.M.87
- S.M.88
- S.M.89
- S.M.90
- S.M.91
- S.M.92
- S.M.93
- S.M.95

### SIAI-マルケッティ時代
- SM-101
- SM-102
- SM-1019
- SF-260
- SF-600
- S-205
- S-208
- S-210
- S-211
- FN.333
- S-700